# Beinwil (Soleure)
Pour les articles homonymes, voir Beinwil.
Beinwil est une commune suisse du canton de Soleure, située dans le district de Thierstein.

## Histoire
Citée pour la première fois en 1147 sous le nom de Benwilre, la commune est colonisée depuis le Néolithique comme en témoignent des vestiges découverts dans la région. Son histoire est étroitement liée à celle de l'abbaye de Beinwil fondée vers 1100.
Le Martyrologe romain conserve le 10 janvier la mémoire, « au pays d’Argovie », du bienheureux Burchard, un saint prêtre de la paroisse de Beinwll.
En 1648, les moines de l'abbaye sont déplacés à Mariastein, le village récupérant alors l'église comme paroisse communale. En 1774, l'abbaye offre au canton de Soleure les droits qu'elle détient encore sur le village qui devient une commune en 1818.
Après la chute de l'Ancien Régime en 1798, Beinwil fait partie de l'éphémère district de Dornach pendant la République helvétique puis, dès 1803 du district de Thierstein. L'abbaye est fermée à la suite d'un référendum en 1874 pendant le Kulturkampf suisse. L'abbaye abrite aujourd'hui un Monastère orthodoxe.
Jusqu'à nos jours, l'économie de la commune est principalement fondée sur l'agriculture, l'élevage du bétail et l'économie laitière.

## Monuments
L’église baroque de l'ancien couvent ainsi que les bâtiments de celui-ci datent du XVIIe siècle. Au-dessus du couvent se dresse une chapelle dédiée à Saint-Jean qui date de 1695.

## Sources
- (de) Cet article est partiellement ou en totalité issu de l’article de Wikipédia en allemand intitulé « Beinwil SO » (voir la liste des auteurs).
- « Beinwil (SO) » dans le Dictionnaire historique de la Suisse en ligne.